# أركيبو-وسيبوفكا

أركيبو-وسيبوفكا (بالروسية: Архипо-Осиповка) هي مدينة في مقاطعة كراسنودار كراي في روسيا.